# Épidémiologie végétale
L'épidémiologie végétale est une discipline de la pathologie végétale qui étudie le développement des populations d'agents pathogènes au sein de populations de plantes-hôtes. À l'instar des maladies humaines et animales, les maladies des plantes sont provoquées par des agents pathogènes tels que les bactéries, les virus, les champignons phytopathogènes, les oomycètes, les nématodes, les phytoplasmes, les protozoaires et aussi les plantes parasites. Les épidémiologistes en pathologie végétale s'efforcent de comprendre les causes et effets des maladies et mettent au point des stratégies d'intervention dans les situations où des pertes de récolte sont possibles. Une intervention réussie est celle qui permet de réduire l'intensité de la maladie à un niveau de pertes acceptable, en fonction de la valeur de la récolte.
L'épidémiologie végétale est souvent considérée sous l'angle d'une approche multidisciplinaire, faisant appel à des connaissances en biologie, en statistique, en agronomie et en écologie. La biologie est nécessaire pour comprendre les pathogènes et leur cycle de vie. Il est aussi nécessaire de comprendre la physiologie des plantes cultivées et la manière dont elles sont agressées par les pathogènes. Les pratiques agronomiques influencent souvent l'effet des maladies, en bien ou en mal. Les influences écologiques sont nombreuses. Les espèces de plantes sauvages peuvent servir de réservoir aux pathogènes responsables de maladies des plantes cultivées. Les modèles statistiques sont souvent employés afin de résumer et décrire la complexité de l'épidémiologie des maladies végétales, de manière que les processus pathologiques puissent être plus facilement appréhendés,. Par exemple, la comparaison des modes de progression de la maladie pour diverses maladies, divers cultivars, et différentes stratégies de management ou configurations environnementales, peuvent aider à déterminer comment on pourrait mieux gérer les maladies des plantes. La politique peut aussi influencer le développement des maladies, au travers d'actions telles que des restrictions d'importations depuis les régions affectées par des pathogènes.
En 1963, J. E. van der Plank publia Plant Diseases: Epidemics and Control, ouvrage déterminant qui créa un cadre théorique pour l'étude de l'épidémiologie des maladies des plantes. Cet ouvrage fournit un cadre théorique tiré de l'expérimentation sur différents systèmes hôtes - pathogènes et fit progresser rapidement l'étude de l'épidémiologie végétale, en particulier pour les pathogènes fongiques des feuilles. En utilisant ce cadre, on peut maintenant modéliser et déterminer les seuils épidémiques correspondant à des environnements homogènes, tels que ceux des champs cultivés en monoculture.

## Éléments d'une épidémie
Les épidémies des maladies végétales peuvent entraîner d'énormes pertes de rendements dans les cultures, et également menacer d'éliminer totalement une espèce comme ce fut le cas avec la graphiose de l'orme et comme cela pourrait arriver avec l'encre des chênes rouges. Une épidémie de mildiou de la pomme de terre, causée par Phytophthora infestans, conduisit à la grande famine en Irlande et à la perte de nombreuses vies humaines.
On présente généralement les éléments d'une épidémie en se référant au « triangle de la maladie » : un hôte sensible, un pathogène, et un environnement favorable. Pour qu'une maladie apparaisse, les trois éléments doivent être présents. Ce point est illustré par le schéma présenté plus bas. Quand les trois éléments sont réunis, la maladie est là. Le quatrième élément, absent de cette illustration, et indispensable pour une épidémie, est le temps.
Dès que les trois éléments sont présents, la maladie peut se déclencher, mais une épidémie ne se développera que si ces trois éléments continuent d'être présents.
Toutefois, l'un des trois peut être ôté de l'équation. L'hôte peut modifier sa sensibilité, en acquérant une résistance particulière à température élevée, l'environnement peut changer et ne plus être favorable à l'agent infectieux, ou le pathogène peut être maîtrisé grâce à un traitement fongicide par exemple.
Parfois, un quatrième facteur de temps s'ajoute puisque le délai d'apparition d'une infection particulière, et la durée pendant laquelle les conditions restent viables pour cette infection, peuvent aussi jouer un rôle important dans l'épidémie. L'âge de l'espèce végétale peut aussi jouer un rôle, certaines espèces voyant leur niveau de résistance à la maladie se modifier au fur et à mesure qu'elles mûrissent, processus connu sous le nom de résistance ontogénique.
Si tous les critères ne sont pas réunis, par exemple si l'hôte sensible et l'agent pathogène sont présents, mais que l'environnement n'est pas favorable au pathogène infectieux à l'origine de la maladie, celle-ci ne peut pas apparaître. Par exemple, si du maïs est semé dans un champ où se trouvent des résidus de maïs porteurs du champignon Cercospora zeae-maydis, agent causal de la maladie des taches grises des feuilles du maïs, mais si le temps est trop sec et qu'il n'y a pas d'humidité foliaire, les spores du champignon ne peuvent pas germer et déclencher l'infection.
De même, il tombe sous le sens que si l'hôte est sensible et l'environnement favorable au développement de la maladie, mais que l'agent pathogène est absent, alors il n'y aura pas de maladie. Dans l'exemple ci-dessus, si le maïs est semé dans un champ labouré sans résidus de maïs infectés par le champignon Cercospora zeae-maydis, même s'il y de longues périodes d'humidité foliaire, l'infection ne démarrera pas.
Lorsqu'un agent pathogène nécessite un vecteur pour sa diffusion, alors l'épidémie ne se développera que si ce vecteur est abondant et actif.

Schéma du triangle des maladies des plantes.
Environnement non favorable.
Agent pathogène absent.

### Types d'épidémies
Les épidémies monocycliques sont causées par des pathogènes à taux de natalité et de mortalité faibles, ce qui signifie qu'elles n'ont qu'un cycle d'infection par saison. Elles sont caractéristiques des maladies telluriques telle la flétrissure fusarienne du lin. Les épidémies polycycliques sont causées par des pathogènes à plusieurs cycles d'infection par saison. Celles-ci sont le plus souvent causées par des maladies aériennes telles que l'oïdium. Des épidémies polycycliques bimodales peuvent aussi exister. Par exemple dans la moniliose des fruits à noyau, les boutons floraux et les fruits sont infectés à des périodes différentes.
Pour certaines maladies, il est important de considérer leur développement sur plusieurs saisons de croissance, en particulier dans le cas de monocultures  successives ou de cultures de plantes pérennes. De telles conditions peuvent signifier que l'inoculum produit au cours d'une saison peut être transféré sur la suivante conduisant à la formation d'un inoculum au fil des années. Dans les régions tropicales, il n'y a pas de séparation nette entre les saisons de croissance comme c'est le cas dans les régions tempérées et cela peut conduire à une accumulation de l'inoculum.
Les épidémies qui se produisent dans ces conditions sont qualifiées d'épidémies polyéthiques et peuvent être causées par des agents pathogènes monocycliques et polycycliques. L'oïdium du pommier est un exemple d'épidémie polyéthique causée par un pathogène polycyclique et la graphiose de l'orme une épidémie polyéthique causée par un pathogène monocyclique.

## Emploi
Les épidémiologistes en pathologie végétale sont généralement  employés comme chercheurs dans des universités ou dans des institutions publiques, telles l'USDA aux États-Unis. Toutefois, des sociétés privées œuvrant dans les domaines agricoles et agronomique recrutent aussi des épidémiologistes.